# Ябланица (община Буяновац)
Вижте пояснителната страница за други значения на Ябланица.
Я̀бланица (на сръбски: Јабланица или Jablanica) е село в община Буяновац, Пчински окръг, Сърбия.

## Население
В края на XIX век Ябланица е село в Прешевска кааза на Османската империя. Според патриаршеския митрополит Фирмилиан в 1902 година в Ябланица има 24 сръбски патриаршистки къщи.
В 2002 година в селото живеят 108 сърби и 1 черногорец.
В селото има останки от църква „Св. св. Петър и Павел“.

### Преброявания
- 1948 – 161
- 1953 – 171
- 1961 – 182
- 1971 – 196
- 1981 – 117
- 1991 – 121
- 2002 – 109